# Aaliyah (album)
Aaliyah is het derde en laatste (studio-)album van de Amerikaanse zangeres Aaliyah. Het album werd uitgebracht op 17 juli 2001, minder dan twee maanden voor de dood van de zangeres. In de eerste week na het uitbrengen werden er al 200.000 exemplaren verkocht en binnen zes weken had het album de platina status bereikt. In 2009 waren er wereldwijd 12 miljoen exemplaren van verkocht.

## Nummers
1. We Need a Resolution (ft. Timbaland) - 4:02
2. Loose Rap (ft. Static Major) - 3:50
3. Rock the Boat - 4:34
4. More Than a Woman - 3:49
5. Never No More - 3:56
6. I Care 4 U - 4:33
7. Extra Smooth - 3:55
8. Read between the Lines - 4:20
9. U Got Nerve - 3:43
10. I Refuse - 5:57
11. It's Whatever - 4:08
12. I Can Be - 2:59
13. Those Were the Days - 3:24
14. What If - 4:24
15. Messed Up* - 3:34 / Try Again* (ft. Timbaland) - 4:45
16. Miss You* - 4:06 (bonustrack digitale editie)
17. Don't Know What to Tell Ya* - 5:02 (bonustrack digitale editie)
18. Erica Kane* - 4:36 (bonustrack digitale editie)

* Messed Up staat alleen in de Verenigde Staten en Cananda op het album, in andere landen is Try Again het laatste nummer.